# Urduja
Urduja était une princesse guerrière philippine mentionnée dans les récits de voyage d'Ibn Battûta, un explorateur et voyageur d'origine berbère qui a parcouru plus de 120 000 kilomètres entre 1325 et 1349. Décrite comme étant la princesse de Kaylukari dans le royaume de Tawalisi (en), il est généralement admis qu'elle vivait dans le Pangasinan (sur l'île de Luçon). Cette princesse légendaire est aujourd'hui une figure et héroïne du patriotisme philippin.

## Ibn Battûta
Ibn Battûta raconta qu'Urduja vivait à Kaylukari, dans le Tawalisi. Après avoir atteint Sumadra dans le sultanat de Pasai (aujourd'hui Sumatra), Ibn Battûta passa par Tawalisi pour se rendre en Chine. La princesse était décrite comme étant la fille du souverain Tawalisi, qui régnait sur un territoire portant le même nom. Selon Ibn Battuta, dont la fiabilité est parfois remise en cause par les historiens, le roi possédait une flotte conséquente et était un rival de la Chine, qui faisait alors partie de l'empire mongol. Ibn Battûta dut naviguer ensuite pendant 17 jours pour atteindre les rivages de la Chine.
Il décrivit la princesse comme étant une guerrière à la tête d'une armée composée d'hommes et de femmes, et qui n'fésitait pas à engager des duels, répétant qu'elle n'épouserait que celui qui la battrait. De peur d'être disgrâciés, peu s'y aventuraient Elle impressionna Ibn Battûta par ses exploits militaires et son ambition de mener une expédition en Inde, « le pays du poivre » Elle se montra aussi hospitalière en préparant un banquet pour le voyageur et son équipage. Avant son départ, elle l'accabla de cadeaux : robes, riz, deux buffles, quatre jarres de gingembre, du poivre, du citron et des mangues.

## Apparence
Urduja est souvent décrite comme une grande et belle dame à la peau bronzée, aux cheveux brillants et raides, aux yeux profonds et sombres, vêtue d'or, experte en combat à l'épée et en équitation, cheffe des Kinalakihan (femmes guerrières). Elle est aussi dépeinte comme une dame courageuse, intelligente et bienveillante. On pense également qu'elle était polyglotte, ce qui était une caractéristique commune des nobles de l'Asie du Sud-Est précoloniale

## Recherches
Le lieu exact de son royaume a longtemps été discuté : le Pangasinan, Luçon, Sulu, Célèbes, le Cambodge, la Cochinchine, et quasiment toutes les îles de l'Asie du Sud-Est commençant par ta.

### La théorie philippine
Au dix-neuvième siècle, José Rizal, héros national philippin, estimait, en se fondant sur la durée du voyage pour atteindre la Chine, que le Tawalisi devait se situer au nord des Philippines. En 1916, dans son ouvrage The Particulars of the Philippines Pre-Spanish Past, Austin Craig (en), un historien américain vivant et travaillant aux Philippines, pensait qu'il s'agissait du Panganisan.
Le riz, les buffles, le gingembre, le poivre, le citron et les mangues se trouvent facilement en Inde et au Pangasinan.
En outre, les Ibaloys ont dans leur tradition orale une femme nommée Udayan qui était à la tête d'une alliance qui régnait sur le Pangasinan et la région voisine du Benguet.
Ibn Battûta mentionna aussi que la princesse avait quelques notions d'un langage turc, ce qui indiquait des contacts avec des étrangers, or le Pangasinan avait des liens avec la Chine, qui était alors régie par la dynastie Yuan, une dynastie mongole donc turcophone.

### La théorie javanaise
Selon les partisans de cette théorie, tout ce qui était décrit pouvait aussi se trouver à Java, qui était alors sous l'ère Majapahit. En outre, le nom de la princesse retranscrit en arabe (un alphabet consonantique ne comportant quasiment que des consonnes) était WHR DJ, ce qui aurait pu aussi désigner Wahre Daja (Bhre Daha). Bhre Daha était le titre donné à Dyah Wiyat, la sœur jumelle de Dyah Gitarja, reine de l'empire Majapahit entre 1328 et 1350 : les deux sœurs auraient assuré le pouvoir. WHR DJ aurait aussi pu la retranscription de Gitarja. De plus, les Javanais avaient subi des assauts mongols, qu'ils appelaient Tatars, d'abord en 1293 avec l'invasion mongole de Java, puis plusieurs tentatives aussi, ce qui pourrait expliquer les quelques notions que la princesse a du langage turcophone.

## Postérité
Portent son nom :
- une araignée, la Masteria urdujae
- un film de 2008, Urduja (film) (en)
- un typhon, le Typhoon Urduja (en)
- un quartier (Barrio Princesa Urduja (es)) de Narra
- le nom de la résidence du gouverneur du Pangasinan, l'Urduja House (en)
- un asteroïde